# Lestat el vampiro
Lestat el vampiro (Traducción al español del título original, "The Vampire Lestat") es una novela escrita por Anne Rice, y es el segundo libro de las Crónicas Vampíricas, continuando la saga comenzada por el libro Entrevista con el Vampiro. Este último vio aumentada su fama gracias a la película del mismo nombre protagonizada por Tom Cruise y Brad Pitt. Las crónicas cuentan la evolución de Lestat, un ser solitario que al convertirse en vampiro evoluciona hacia una criatura inestable, caprichosa y promiscua.
La novela comienza en el siglo XVIII hasta los últimos años de la década de 1980. Narra los 200 años de vida del vampiro Lestat, su historia y cómo él cambia de sus principios humildes como un pobre aristócrata hasta que se convierte en un vampiro y finalmente en la última novela se despierta para convertirse en una estrella de rock.
Este libro destruye la imagen de Lestat originalmente presentada por Louis en la novela anterior, mostrando una versión suya y de los hechos relatados que nace desde su perspectiva personal y que a partir de este punto serán considerados la auténtica verdad, desde la cual se desarrollará el resto de la saga, convirtiéndose también Lestat, a partir de este punto, en la voz narradora dominante en la mayoría de las historias que se relaten a lo largo de la saga.
En esta autobiografía, podremos ver sus distintas facetas, que van desde la más humana, hasta la más oscura. Aparecen muchos personajes nuevos, como Marius de Romanus y Nicolas de Lenfent, además de Armand y Louis, entre otros.

## Sinopsis
La historia empieza en 1984 con un Lestat de Lioncourt deslumbrante, debilitado por su extenso letargo, despertado tras años de sueño. Lestat se siente ahora con fuerzas para resurgir en un nuevo mundo del que él se había aislado por voluntad propia. Se une a un grupo de rock mortal como vocalista, presentándose como "El Vampiro Lestat" y comprueba, asombrado, que los jóvenes parecen conocer su nombre. Le dejan el libro de Entrevista con el Vampiro, el libro escrito por su vástago de sangre, Louis. Lestat se decepciona ante la imagen superficial, frívola, mediocre y maligna que ha transmitido su antiguo discípulo sobre él y decide responder publicando otro libro, Lestat, el vampiro
Lestat explica que, como otros jóvenes de 20 años, él era un rebelde y frustrado en su juventud. Era el hijo más joven del Marqués d'Auvernia, y el proveedor exclusivo de la carne para la mesa de su familia que, aun ostentando un título noble, era relativamente pobre. Su visión de la vida cambia cuando, la gente del pueblo cercano le solicita dar muerte a una jauría de lobos que han estado rondando las cercanías atacando al ganado, se ve acorralado con su yegua y sus mastines por la jauría de lobos que casi acaba con su vida, pero a los que mata en una pelea a mano ayudado por sus perros y su montura. Este incidente lo hace más reconocido en el pueblo que sus mismos títulos, ganando el apodo de Matalobo y el trato especial de la gente. Es así como conoce a Nicolás, un joven del pueblo con una alta educación con quien se vuelven muy cercanos.
Cuando una epifanía le revela la trivialidad de su vida queda mentalmente debilitado al haber descubierto su propia mortalidad, lo que lo sume en un delirio que casi se lleva su salud. La madre de Lestat, Gabrielle, le explica que ella realmente es como él; un alma sensible y liberal deseosa de placer y nuevas experiencias, pero que su matrimonio fue acordado sin dar valor a su opinión, por lo que todos esos años se ha reprimido para ser una esposa adecuada; es por esto que Lestat siempre ha sido su hijo favorito ya que ha heredado gran parte de su carácter y anhelos a diferencia de sus otros hijos quienes demuestran la misma decadencia y apatía que su padre. Finalmente le confiesa que la precaria salud que la caracteriza se debe a una tuberculosis que ya esta en etapa terminal, no quedándole más que unos meses de vida; por ello le entrega sus joyas, impulsándolo a escapar junto a Nicolás a París en busca de una nueva vida. 
Lestat y Nicolás pronto encuentran un trabajo en un teatro donde el primero se hace actor y el segundo, violinista. Después de unos meses, Lestat es secuestrado por Magnus, un vampiro que busca un heredero; Magnus es un vampiro de aspecto anciano ya que hace siglos, siendo ya viejo, robó a la fuerza sangre a un vampiro para obtener la inmortalidad. Lestat es convertido a la fuerza en vampiro en la torre de Magnus. Este abandona a Lestat, ahora un vampiro joven y el heredero de su fortuna, arrojándose a una hoguera. Durante los siguientes meses, Lestat disfraza su naturaleza vampírica bajo el aspecto de un caballero adinerado, durante este lapso se hace consiente de una presencia que lo vigila.
Lestat, aún atado a sus lazos mortales, envía dinero, joyas y regalos a sus amigos y familiares, y compra el pequeño teatro donde trabajó para regalárselo a sus excompañeros actores. Cuando Gabrielle (enferma de tuberculosis) llega a París para descubrir qué le ha acontecido, Lestat le concede "el Don Oscuro", salvándole de la muerte al convertirla en un vampiro. Esto y varias otras acciones tachadas de blasfemias por los vampiros conducen a su madre y a él a una confrontación con Armand y los vampiros del aquelarre de París bajo el cementerio Les Innocents, quienes tienen una visión oscura y demoníaca de lo que es el vampirismo, mayormente basada en la ignorancia de su propia condición y la falta de mentores que los guiaran.
Lestat demuestra de inmediato su desprecio hacia la fe de los habitantes del cementerio y lo absurdo de las ideas religiosas que profesan al igual que sus rituales y les sobresalta (e impresiona) con la sensibilidad de sus nuevas ideas. Estas acciones dejan el aquelarre Parisino envuelto en un caos total y a Armand furioso. Después que el aquelarre se disolviera, Nicolás, a quien mantenían cautivo, es convertido por Lestat en vampiro. Armand procura destruir su aquelarre, arrojando al fuego a los vampiros jóvenes. Los cuatro vampiros (Eleni, Laurent, Félix, Eugénie) que evitan la matanza van a Lestat para que les enseñe a vivir abiertamente y los disfrace como mortales, algo que nunca habían hecho antes. Lestat sugiere que se disfracen como actores y les da un teatro que él poseyó, que en la novela Entrevista con el Vampiro sería conocido como Théâtre des Vampires. Nicolás se une al teatro también y contribuye mucho a su éxito.
Armand viene a Lestat, perdido, sin las creencias frenéticas de su aquelarre a las que aferrarse, pidiendo unirse él y Gabrielle a lo largo de sus viajes pero Lestat le rechaza. Después de conocer la historia del origen de Armand, Lestat abandona París en busca de Marius, el creador de Armand mientras este se une al Théâtre des Vampires.
La desesperación otra vez amenaza a la existencia de Lestat. Gabrielle le abandona para explorar el mundo, previo a haberle entregado una carta de Eleni que mantenía oculta y que contenía la noticia de la muerte de Nicolás, quien perturbado al haber sido encerrado y sin alimentarse durante un tiempo por órdenes de Armand decide no seguir "viviendo" y se arroja a una pira funeraria. Por medio de una última carta queda al tanto de la situación en Francia, de esta forma se entera de las revueltas luego de la Toma de la Bastilla, la caída de su familia y cómo solo su padre sobrevivió y huyó a Nueva Orleans. Lestat se ve solo y tiene la intención de ir con su padre, pero durante su viaje se ve obligado a enterrarse para protegerse del sol y por su debilidad no puede salir a alimentarse.
Marius rescata a Lestat y lo lleva a su casa en una isla en Mar Egeo. Allí Marius cuenta a Lestat la historia de su vida y da una explicación breve y vaga sobre los orígenes de los vampiros, revelándose que es el guardián de Akasha y Enkil, los primeros vampiros, ahora dormidos en esa isla. Entonces ofrece a Lestat una oportunidad de beber de Akasha, la Madre de todos los vampiros, a lo que Lestat acepta y, al mismo tiempo, logra despertar a Akasha (tocando el violín) y consigue su sangre mientras ella bebe de él. Cuando Enkil, el Rey y pareja de Akasha, aún dentro de su sueño se percata de lo que está sucediendo, enfadado intenta matar a Lestat. Marius rescata a Lestat de Enkil, pero no tiene más remedio que despedirlo para reprimir la rabia de Enkil, prometiendo que en otro momento se volverán a encontrar.
Desde Grecia Lestat viaja a Nueva Orleans con la intención de encontrar y cuidar a su padre. Con este fin es que al conocer a Louis decide llevarlo a la hacienda de este para que sea cuidado ya en su vejez y después de los acontecimientos de Entrevista con el Vampiro, él "entra en la tierra" otra vez en 1929. En 1984, Lestat surge para hacerse una estrella de rock junto a una banda de jóvenes mortales llamada "La Noche Libre de Satán" (Alex, Larry y la Dama Dura). 
Con los ojos del mundo sobre él, Lestat procura comenzar una guerra entre la humanidad y los vampiros; su motivación es simple, forzar a los vampiros a mostrarse para abandonar lo que a sus ojos es una existencia patética y mediocre, aun si esto significa convertir a la mayoría de ellos en enemigos que vayan tras su cabeza. Justo antes de la noche del concierto, Lestat se reúne y reconcilia con Louis, que lo informa sobre los lugares de reunión de los vampiros y decide acompañarlo al concierto.
Al finalizar el concierto son atacados por los vampiros que despreciaban a Lestat, pero estos son quemados por un poder desconocido que obra desde la distancia y rescatados por Gabrielle, quien temía por su hijo. 
Finalmente Lestat intenta comunicarse mentalmente con Marius sospechando que sus poderes podrían ser los causantes de los ataques, pero lo que percibe es un grito de advertencia y de peligro para todos, una fuerza abrumadora, poderosísima e imparable ha aparecido en el mundo y ha comenzado a destruir a los vampiros solo con desearlo. Cuando regresa a su refugio subterráneo con la luz del día pisándole los talones, Akasha se aparece en el improvisado sarcófago donde yacía Lestat y se entierra con él mientras arriba el sol brillaba, siendo Akasha quien incineró a los enemigos del vampiro. 
El tercer volumen es, La Reina de los Condenados.

## Película
Con el título La reina de los condenados se estrenó en 2002 una película protagonizada por Stuart Townsend como Lestat de Lioncurt y Aaliyah como Akasha, cuyo argumento estaba libremente basado en las novelas Lestat el vampiro y La reina de los condenados.